# トニー・デュヴェール
トニー・デュヴェール（Tony Duvert, 1945年7月2日 - 2008年7月2日）は、フランスの小説家である。ヴァル＝ド＝マルヌ県ヴィルヌーヴ＝ル＝ロワ生まれ。ほとんどの著作を深夜叢書（ミニュイ社）から刊行している。

## 作風
日本では『幻想の風景』、『薔薇日記』、『小鳥の園芸師』（『さまざまな生業』と改題しての抄訳が岩波文庫『フランス短篇傑作選』に収録）の3冊が訳されている。
すべての著作に一貫しているのは小児、特に男児への強い性愛であり、作風はポレミックな性と暴力の描写にもかかわらず、極めて詩的な叙情性に溢れている。
1973年メディシス賞受賞作『幻想の風景』はスタイルから言うと、ヌーヴォー・ロマン的前衛性を持っているものの、むしろ際限のない蒼ざめた悪夢を見ているかのような幻覚を読者に引き起こす官能性にこそ、作者の資質がよく表れている。
『小鳥の園芸師』は小品ながら、想像上の奇妙な職業の数々について書かれた掌篇で構成される佳品であり、童話がしばしばもたらすような目まいと、黒いユーモアが感じられる。
『薔薇日記』は、スペインの貧しい地区へ男児を買いに行く外国人旅行者の男が主人公という日記風の作品であり、マージナルな性愛である少年愛と貧困による売春の出会いという、荒廃した人間関係の反復と過剰の中に、微かに叙情の細流が見出されるという自伝的小説である。
このような小説を描くデュヴェールの態度は、単に反社会的なペデラスティー（現代では男色は何ら「反社会的な行為」とは看做されていないが、未成年者に対する性行為は異性間・同性間を問わず「反社会的」と考えられている）という形で外側からのみ眺められるべきではない。彼の内的要請を知るためには、自身を一人称として書かれた評論である、勃起する男児のペニスのシルエットを冒頭に掲げた『図解男性』や『男の子』のような持論を展開する書物を繙けばよいだろう。
語彙集の形式で書かれた『悪意あるABCD練習帳』を最後に、1989年以降執筆していない。2005年に『大西洋の島』がフランスでTV映画化された。

## 著作
- 長篇小説
  - 『累犯』 Récidive, 1967年、1976年
  - 『居住制限者』 Interdit de séjour, 1969年、1971年
  - 『ナイフ男の肖像』 Portrait d'homme couteau, 1969年、1978年
  - 『旅行者』 Le voyageur, 1970年
  - 『幻想の風景』 Paysage de Fantaisie, 1973年
  - 『薔薇日記』 Journal d'un innocent, 1976年
  - 『ジョナサンが死んだとき』 Quand mourut Jonathan, 1978年
  - 『大西洋の島』 L'île atlantique, 1979年
  - 『銀の耳環』 Un anneau d'argent à l'oreille, 1982年
- 評論
  - 『図解男性』 Le bon sexe illustré, 1974年
  - 『男の子』 L'enfant au masculin, 1980年
- 詩的散文その他
  - 『地区』 District, 1978年
  - 『小鳥の園芸師』（『さまざまな生業』） Les petits métiers, 1978年
  - 『言葉と空想』 La Parole et la fiction, 1984年
  - 『悪意あるABCD練習帳』 Abécédaire malveillant, 1989年